# 2030年代
2030年代（にせんさんじゅうねんだい）は、西暦（グレゴリオ暦）2030年から2039年までの10年間を指す十年紀。この項目では、国際的な視点に基づいた2030年代について記載する。

## 予定・予測されるできごと
- 日本の総人口は減少していくが、65歳以上の高齢者の数は2031年（1966年の丙午〈ひのえうま〉生まれが高齢者になる年）を除き増加すると予測されている。

### 2030年
- フランスアルプスにて第26回冬季オリンピック（フランスアルプスオリンピック）が開催。
- 第24回FIFAワールドカップがスペイン・ポルトガル・モロッコの3か国に加えて、大会100周年記念としてウルグアイ・アルゼンチン・パラグアイの計6か国で開催される。
- 6月1日の夕刻に北海道で金環食（日本国内で観測できるのは2012年5月21日以来18年ぶり）。
- 9月21日に小惑星状物体 2000 SG344 が月までの距離の13倍程度まで地球に接近する。
- アメリカ航空宇宙局 (NASA) はこの年の末に国際宇宙ステーションの運用を終了（2024年から延長）し、その後に南太平洋のポイント・ネモに落下させる計画を発表している[1]。
- NASAでは、この年に人間を火星に送り込む構想がある。
- 2015年の国際連合総会で採択された「持続可能な開発のための2030アジェンダ」の中核となる持続可能な開発目標 (SDGs) の達成目標年。
- この頃までに携帯電話やIoTなど無線通信システムの新たな方式として、第6世代移動通信システム (6G) の実用化を目指している。
- 国連の世界人口推計2019年版（中位推計）によると、地球の総人口がこの年には85億人に達する[2]。
- 2030年問題 - 少子高齢化、超高齢化社会がさらに進み、国内人口の3人に1人が65歳以上になると想定され、また、高齢者が増える一方、少子化による生産年齢人口の減少により発生する諸問題。
  - この頃までに日本の人口が1億2000万人を割り込む（国立社会保障・人口問題研究所「出生・死亡中位推計」）。
  - この頃までに日本の高齢者の割合が30％を超えると予測されている（日本の高齢化）。　
  - この頃までにドライバー不足が深刻になり全国の約3割以上の荷物が運べなくなると予想される物流危機。

### 2031年
- この年の3月まで（2030年度中）に、北海道新幹線が新函館北斗駅 - 札幌駅間で開業となる予定だったが、5年以上の開業延期となる見通し。
- なにわ筋線の北梅田駅（仮称）〜新今宮駅及びJR難波駅間が春に開業予定。
- 団塊ジュニア世代が還暦を迎える（ただし、この頃は定年制を廃止する企業が増加したり、シニア労働市場も整備されているため産業界への影響は少ないと考えられる）。
- 日本では、1966年の丙午生まれが高齢者に入るため、この年だけ高齢者数が16.8万人減少する（出生・死亡中位の場合）[3]。
- 2020年12月に地球を離れた小惑星探査機「はやぶさ2」が、新たな探査目標としてこの年の7月に小惑星「1998 KY26」に到着し、近接観測を行う予定[4]。
- さいたま市役所が、現所在地であるさいたま市浦和区の浦和駅西口から大宮区のさいたま新都心駅東口（さいたま新都心に隣接する北袋町1丁目地区）にあるさいたま新都心バスターミナル敷地へ移転予定（2031年度を目途）[5][6]。

### 2032年
- オーストラリアのブリスベンにて第35回夏季オリンピック（ブリスベンオリンピック）が開催。

### 2033年
- 旧暦2033年問題が発生する。
- 厚生年金の積立金が枯渇するという試算がある[7]。

### 2034年
- アメリカ合衆国のソルトレイクシティにて第27回冬季オリンピック（ソルトレイクシティオリンピック）が開催。
- 第25回FIFAワールドカップがサウジアラビアで開催。
- アメリカ合衆国の社会保障信託基金の資産がゼロになると試算されている。

### 2035年
- 9月2日に日本で26年ぶりの皆既日食（皆既となるのは富山県と茨城県を結んだ一帯、日本の陸上で観測できるのは1963年7月21日以来72年ぶり）[8]。
- 首都高速都心環状線日本橋トンネル、竣工予定。

### 2036年
- 2月6日6時28分 (UTC) 、2036年問題によりNTPの誤動作が懸念されている。
- 4月13日に小惑星アポフィスが地球に接近（2029年以来の再接近）。
- 第36回夏季オリンピックが開催。
- 明治神宮外苑地区の再開発が完了。

### 2037年
- 多くの電子時計のカレンダーは、この年までとなっている（2038年問題の関係）。
- 国民年金の積立金が枯渇するという試算がある[7]。
- 国連の世界人口推計2022年版（中位推計）では、この頃に地球の総人口が90億人に達すると予測している[9]。

### 2038年
- 1月19日12時14分08秒 (JST) 、2038年問題によりコンピュータの誤動作が懸念されている。
- 第28回冬季オリンピックが開催。
- 第26回FIFAワールドカップが開催。

### 2039年
- 土星の環の消失現象観測（地球から見て完全に水平になる）。